# Woodstock 79
Woodstock 79 fue un concierto de rock celebrado en el Madison Square Garden de Nueva York en 1979, en honor a los diez años trascurridos desde el Festival de Woodstock. Con él se inició la serie de conmemoraciones de Woodstock 89, Woodstock 94 y Woodstock 99.

## Intérpretes
Algunos músicos del festival original de 1969 se reunieron para tocar y celebrar el espíritu de libertad del Festival de Woodstock. Una jam session fue compartida por Richie Havens, Taj Mahal, Country Joe and the Fish, Canned Heat, Jeff "Skunk" Baxter y Elliott Randall. También tocaron, entre otros, Rick Danko y Paul Butterfield. 
En 1991 se editó el vídeo de 80 minutos “The Celebration Continues - Woodstock '79”

## Canciones interpretadas
1.	"Woodstock Boogie"
2.	"New York Boogie"
3.	"Here Comes the Sun"
4.	"On the Road Again"
5.	"Stand"
6.	"Solid Gone"
7.	"Paint My Mailbox Blue"
8.	"Jorge Ben"
9.	"Save the Whales"
10.	"Stage Fright"
11.	"Crazy Mama"
12.	"Sail On, Sailor"
13.	"Lose Control"
14.	"Freight Train"
15.	"Nobody Left to Crown"
16.	"Chicken Shack"
17.	"Roots"
18.	"Freedom"